# Tripyla filipjevi
Tripyla filipjevi är en rundmaskart. Tripyla filipjevi ingår i släktet Tripyla, och familjen Tripylidae. Arten är reproducerande i Sverige.